# Christy O'Leary
Christy O'Leary is een Ierse uilleann pipesspeler. Hij is ook kundig op de viool, de tin whistle en als zanger. Hij is geboren in Dublin, Ierland en na zijn verhuizing naar Kenmare in County Kerry begon hij op een leeftijd van 12 jaar met zijn broer Tim al professioneel te spelen. De uilleann pipes bespeelde hij al toen hij nog maar acht jaar oud was. Van 1979 tot 1981 heeft hij gezongen  bij de folkgroep De Dannan. In 1983 verhuisde hij naar Londen in Engeland en speelde daar met andere Ieren en toerde met het London Contemporary Dance Theatre. In 1985 ging Christy bij de befaamde folkband The Boys of the Lough aan het werk en deed daar tot 1997 onder andere mee aan zes albums en verliet toen de band. Hij woonde toen in Edinburgh, Schotland. In 1997 kwam zijn solo-album The Northern Bridge. Optredens had hij met John Denver, rockers Andy MacKay en Phil Manzanera, Connie Dover en de bekende Zweedse zanger/songwriter Björn Afzelius. Hij speelt nu regelmatig met de Zweedse gitaar en bouzouki speler Bert Deivert.

## Discografie
Met The Boys of the Lough
- 1985   To Welcome Paddy Home
- 1986   Far From Home
- 1987   Farewell and Remember Me
- 1988   Sweet Rural Shade
- 1991   Finn McCoul
- 1992   Live at Carnegie Hall
- 1992   The Fair Hills of Ireland
- 1994   The Day Dawn

Solo
- 1997   Christy O’Leary - The Northern Bridge
- 2003   Christy O’Leary & Bert Deivert - Song's Sweet Caress